# Grupa pomorska języków lechickich

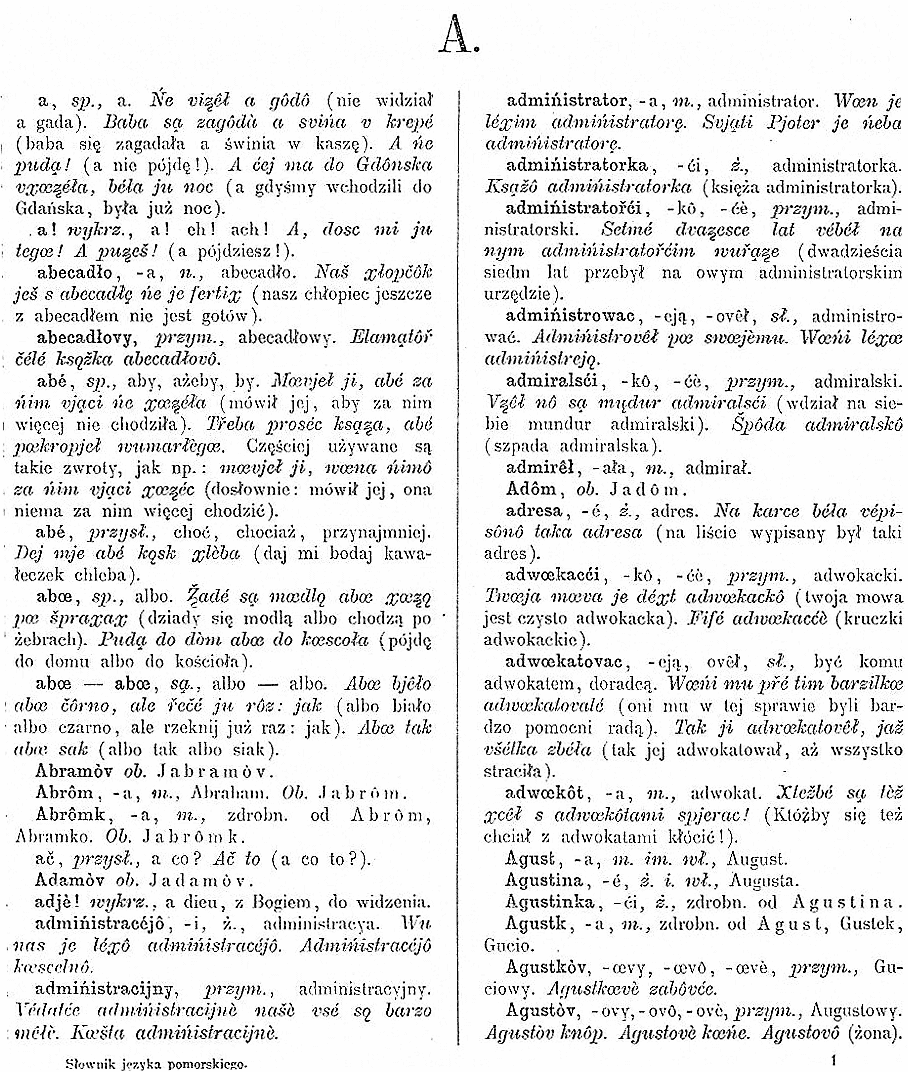
Jedna ze stron „Słownika języka pomorskiego, czyli kaszubskiego” Stefana Ramułta

Grupa pomorska języków lechickich (też: Dialekty środkowolechickie) – hipotetyczna grupa języków lub dialektów, którymi posługiwała się i nadal posługuje się autochtoniczna ludność polskiego Pomorza Zachodniego i Pomorza Gdańskiego. Grupa ta bywa również określana jako „grupa środkowolechicka”, gdyż charakteryzują ją cechy typowe zarówno dla dialektów zachodniolechickich (język połabski), jak i wschodniolechickich (język polski).
Dość często grupie pomorskiej przypisuje się synonim „język pomorski”. Jest to określenie poniekąd kontrowersyjne, ponieważ nie jest znany dokładny stopień pokrewieństwa poszczególnych etnolektów wchodzących w jej skład. Pojęcie języka pomorskiego pojawia się również w dwóch innych przypadkach – jako określenie kaszubszczyzny oraz jako nazwa języka, będącego przodkiem współczesnych dialektów słowiańskich, używanych na Pomorzu. Ostatni spośród wymienionych przypadków użycia nie jest zbyt popularny wśród językoznawców, jako iż znaczna ich część doszukuje się genezy gwar pomorskich w staropolszczyźnie. Tradycyjna polska dialektologia zalicza grupę pomorską do dialektów języka polskiego. 
Do grupy tej zalicza się:
- gwarę słowińską
- język kaszubski – utrwalony w utworach literackich i dokumentach urzędowych.
- wymarłe gwary zachodniopomorskie – uważane również za część grupy zachodniolechickiej[8]

Obecnie kaszubszczyzna objęta jest formalnym statusem języka regionalnego. Słowińszczyzna, uznawana albo za język odrębny zarówno od polskiego, jak i kaszubskiego, albo za dialekt jednego z tych języków, wymarła pod koniec XX wieku. Podobny los podzieliły gwary zachodniopomorskie, które zostały wyparte przez język dolnoniemiecki kilka stuleci wcześniej. Nie zostały utrwalone w żadnym utworze literackim ani dokumencie urzędowym.

## Kontrowersje językoznawcze

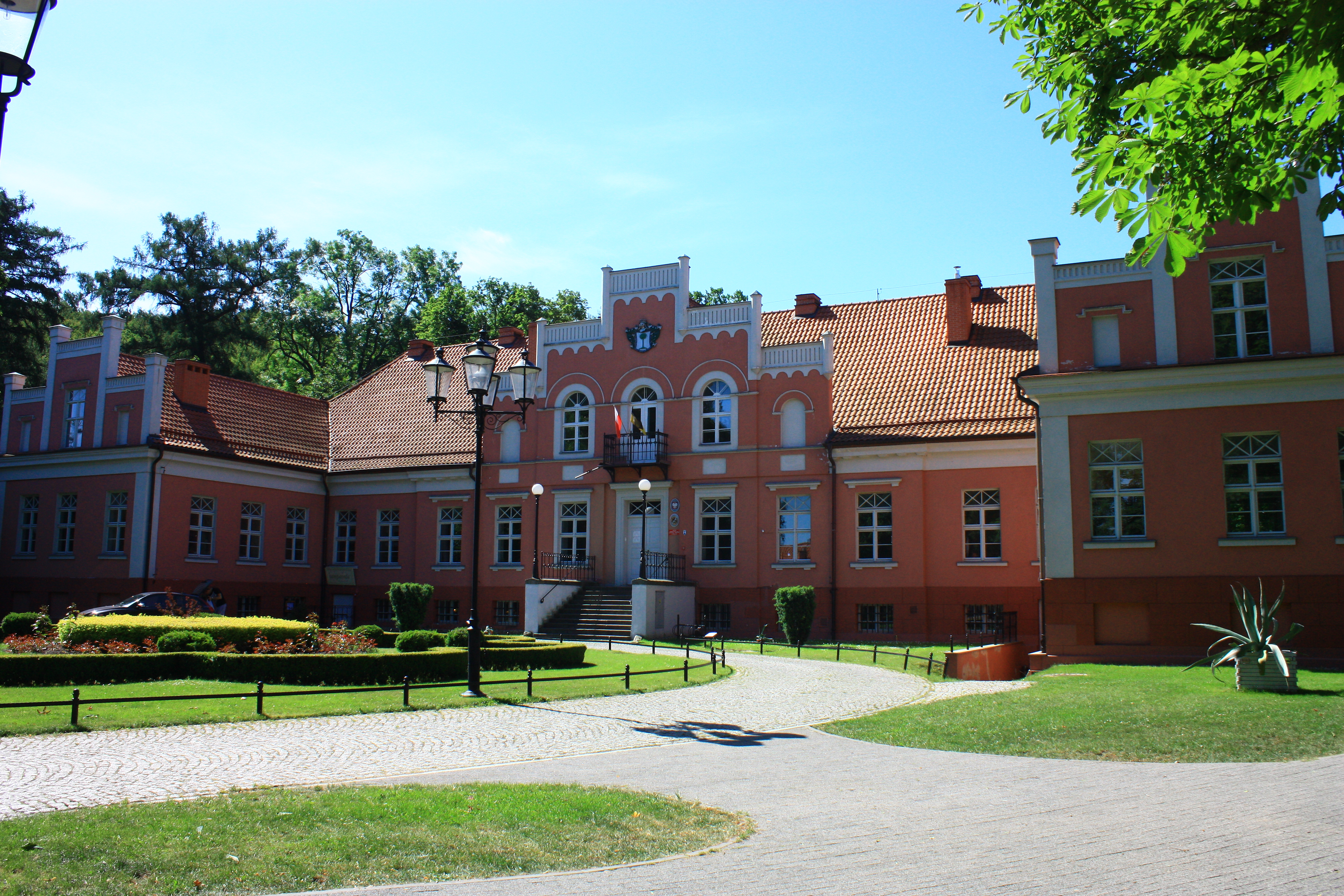
Muzeum Piśmiennictwa i Muzyki Kaszubsko-Pomorskiej w Wejherowie posiada jedne z największych zbiorów związanych z językiem pomorskim

### Argumenty za uznaniem etnolektów pomorskich za język
Sporny status języka czy dialektów pomorskich wynika przede wszystkim z różnych sposobów kwalifikowania etnolektu. W najprostszym i logicznym ujęciu sprawy, dwoje ludzi mówi w obrębie jednego języka wtedy, gdy może się zrozumieć podczas swobodnej rozmowy bez używania migów lub języka obcego, znanego obojgu.
Liczba różnic w niemal każdym aspekcie językowym, począwszy od leksyki i fonetyki, a skończywszy na gramatyce i morfologii jest na tyle duża, że dwie osoby, np. Polak ze Słowińcem, miałyby podobne lub dużo większe problemy ze zrozumieniem się niż Czech ze Słowakiem, Dolnołużyczanin z Górnołużyczaninem, czy nawet Polak z mieszkańcem Łużyc.
I choć wiele wskazuje na to, że pomorszczyzna wywodzi się ze staropolskiego, to w ostatecznym rozrachunku ze średniowiecznej polszczyzny mogły powstać różne języki w ten sam sposób, w jaki z języka staroruskiego powstały białoruski, ukraiński, rosyjski i rusiński (rusnacki). Wynikałoby zatem, że kaszubski rzeczywiście jest dialektem, ale nie języka polskiego, lecz pomorskiego. Należy pamiętać, że w ujęciu lingwistycznym można równie dobrze zakwestionować status wczesnej staropolszczyzny lub staro-cerkiewno-słowiańskiego i zastanowić się, czy nie są to czasem zaledwie dialekty wspólnej prasłowiańskiej mowy.
Najbardziej podobna do współczesnej polszczyzny jest kaszubszczyzna (także w wyniku dzisiejszego polaszenia), grupa zachodniopomorska, najbardziej konserwatywna, mocno zbliżona była do staropolskiego (również z tego powodu, że wymarła już w XVII wieku), ale cechowały ją też największe wpływy połabskie. Słowińszczyzna, która przez długi okres swojego istnienia była w znacznym stopniu izolowana od innych narzeczy słowiańskich, była wystawiona na działanie języka dolnoniemieckiego. Sprawiło to, że grupę słowińską wyróżnia największa liczba charakterystycznych cech i właściwości:
- utrzymanie liczby podwójnej i mnogiej w ich pierwotnym znaczeniu (inaczej niż zarówno w polskim jak i kaszubskim), np. ma jiěsma, va jiěsta, vuôńi jiěsta (my oboje jesteśmy, wy oboje jesteście, oni obaj są);
- wymawianie v (polskie w) na początku wyrazu przed wieloma samogłoskami (tak samo jak w języku połabskim), np. vôtpředávac, vuôdžeń (odsprzedawać, ogień);
- utrzymanie iloczasu, zwłaszcza we wschodniosłowińszczyźnie, np. dôchtrác, dámok (być doktorem, miech);
- mocno dyftongiczna wymowa, szczególnie akcentowanych głosek w wyrazach więcej niż jednosylabowych, np. Slôvjínc, ale Sluôvjinka (Słowiniec, Słowinka);
- całkowite bylaczenie w stosunku do polszczyzny i kaszubszczyzny, np. jádlô, lásol (jadło, łysol);
- znaczne utrzymanie grupy TarT lub TårT w opozycji do polskiego TroT, np. sárka, bårna (sroka, brona);
- brak ruchomego e, np. smútk, tôpork (smutek, toporek), podobnie jak w kaszubskim;
- kaszubienie;
- występowanie samogłosek miękkich ě, ü i ä oraz odziedziczonej po prasłowiańskim samogłoski å;
- zachowane formy długie czasowników, np. buôjec, stuôjac, znájiěš (staropl. bojać, stojać, znajesz);
- przejście k w h, np. cáhěr, jáhi (cukier, jaki), w odróżnieniu od palatalizacji kaszubskiej, np. jaczi (jaki);
- dž lub v w miejscu polskiego g, np. tvěvå, svěvå (twego, swego), podobnie jak w prasł. *tvojevo, *svojevo;  drädži, vjéldži, ale vjélgå (drugi, wielki, wielka);
- silna jotacja i prejotacja przed i, np. pjíc, jízba (pić, mieszkanie/izba), często przy jednoczesnej dowolności przed a, np. ákô, ak i jákô, jak (jako, jak);
- zachowanie zaimka jiěn (staropl. jen);
- w celowniku l.p. rodzaju męskiego końcówki -ejü, -ôjü we wschodniosłowińszczyźnie i -evü, -ôvü w dialekcie zachodnim, np. kuôńejü i kuôńevü (koniowi);
- zaśpiew (akcent) iloczasowy i swobodny, np. vjéldži, ale čvjardi, natomiast w odmianie czasowników często stały, np. buduôvoul i buduôvali (budował, budowali), w odróżnieniu od polskiego budował i budowali;
- tworzenie czasu przeszłego tak jak w kaszubskim (z trzecią osobą czasownika), np. jåu jåud, tä jåud (ja jadłem, ty jadłeś).